# Portret Feliksa Jasieńskiego
Portret Feliksa Jasieńskiego – obraz autorstwa Jacka Malczewskiego, namalowany w roku 1903. Obraz przestawia Feliksa Jasieńskiego – krytyka i kolekcjonera sztuki, jest to drugi portret wykonany przez Jacka Malczewskiego. Obecnie dzieło znajduje się w zbiorach Muzeum Narodowego w Krakowie.